# Friesenhofen (Leutkirch im Allgäu)

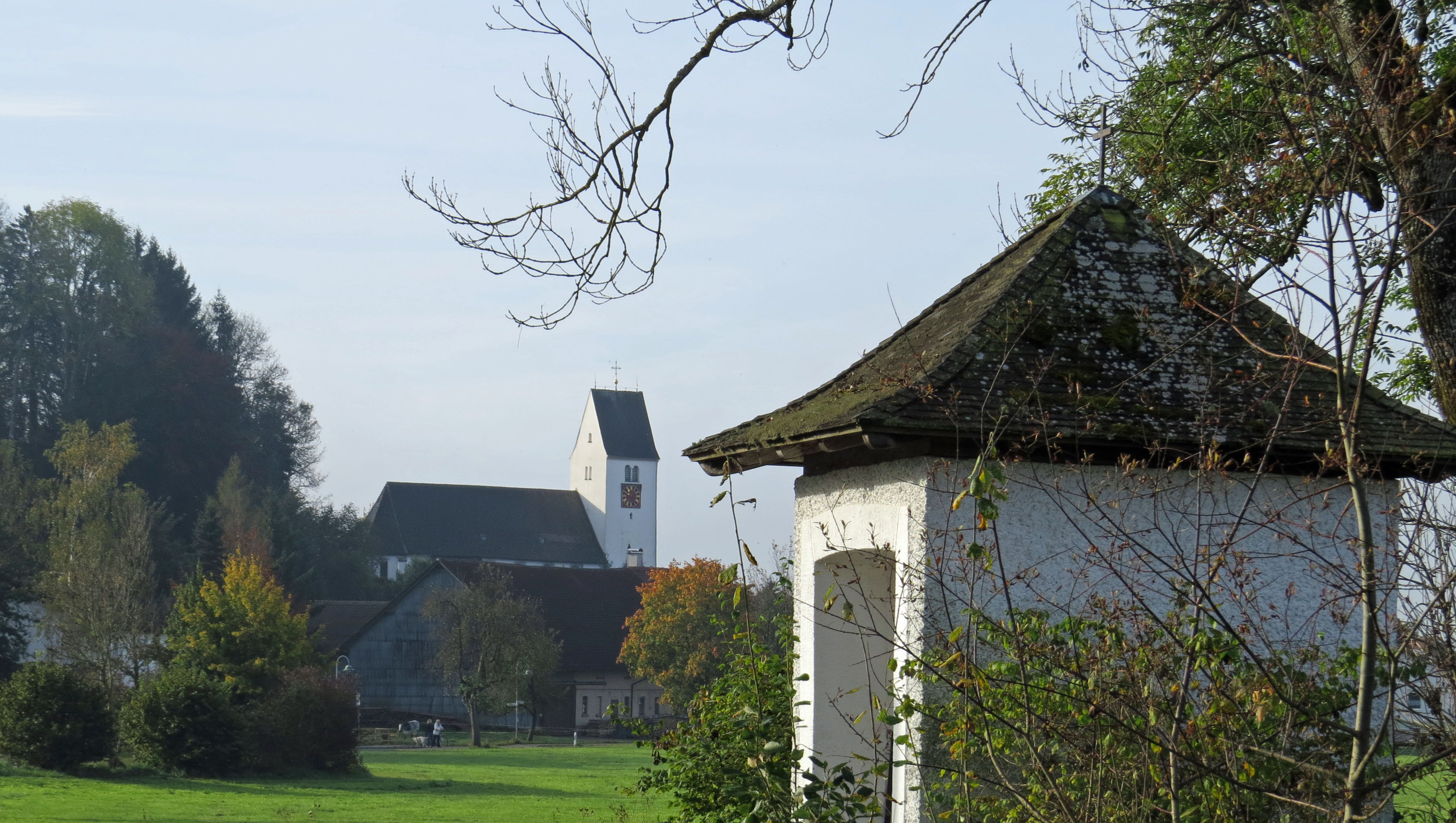
Friesenhofen

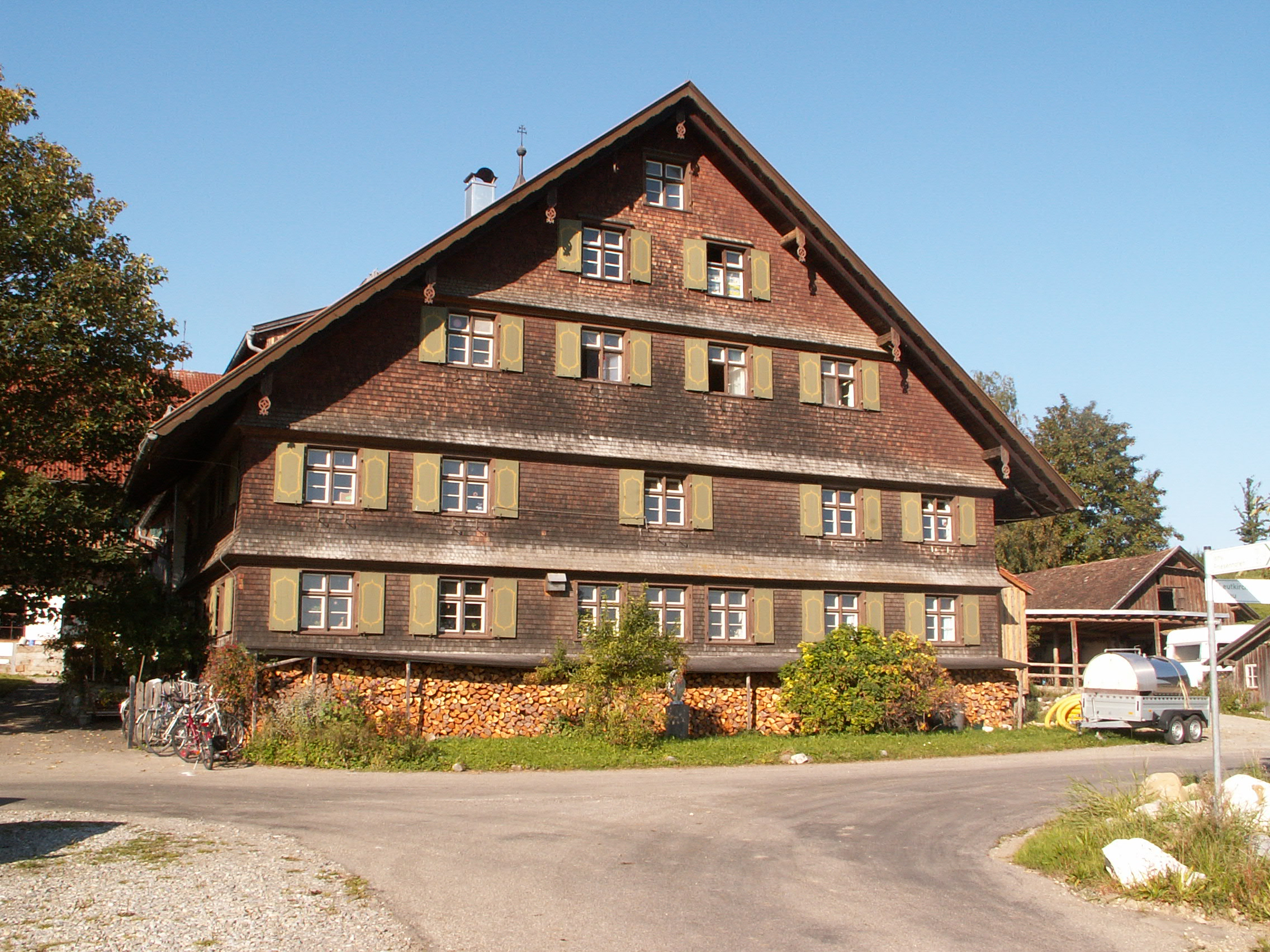
Bauernhaus bei Friesenhofen

Friesenhofen ist ein Stadtteil der Großen Kreisstadt Leutkirch im Allgäu im Landkreis Ravensburg.

## Geschichte
Friesenhofen liegt südöstlich von Leutkirch am Rand der Adelegg, die zu Beginn des 12. Jahrhunderts im Besitz der Grafen von Veringen lag. Um 1176 wird der Ort erstmals in Urkunden des Klosters Isny erwähnt, als es Besitzungen von den Grafen von Veringen erhielt. 1177 übertrug der veringische Ministeriale Ratpoto in Otinheim sein Rittergut (praedium) in Friesenhofen an das Kloster St. Georg (Isny). Sowohl die Klöster in Kempten und Isny, als auch die Grafschaft Zeil hatten Besitz in Friesenhofen, den sie von den Grafen von Veringen erhalten hatten. Im Jahre 1306 erfolgte die Zugehörigkeit zur Grafschaft Zeil. Im Jahre 1806 kam Friesenhofen zum Königreich Württemberg, dort Oberamt Wangen, danach 1842 an das Oberamt Leutkirch und bei dessen Auflösung 1938 zum Landkreis Wangen.
Am 1. Juni 1972 wurde Friesenhofen in die Stadt Leutkirch eingegliedert.

## Politik

### Ortsvorsteher
Ortsvorsteher bis 2014 war Hubert Steible. Seit 2014 ist Christian Merk Ortsvorsteher in Friesenhofen.

### Wappen
Das Wappen von Friesenhofen hat die Flaggenfarben Blau und Gelb. Der Schlüssel im Wappen von Friesenhofen verweist auf den Apostel Petrus. Der schwarze Leopard ist aus dem Wappen der Grafschaft Zeil entlehnt.

## Weitere Wohnplätze

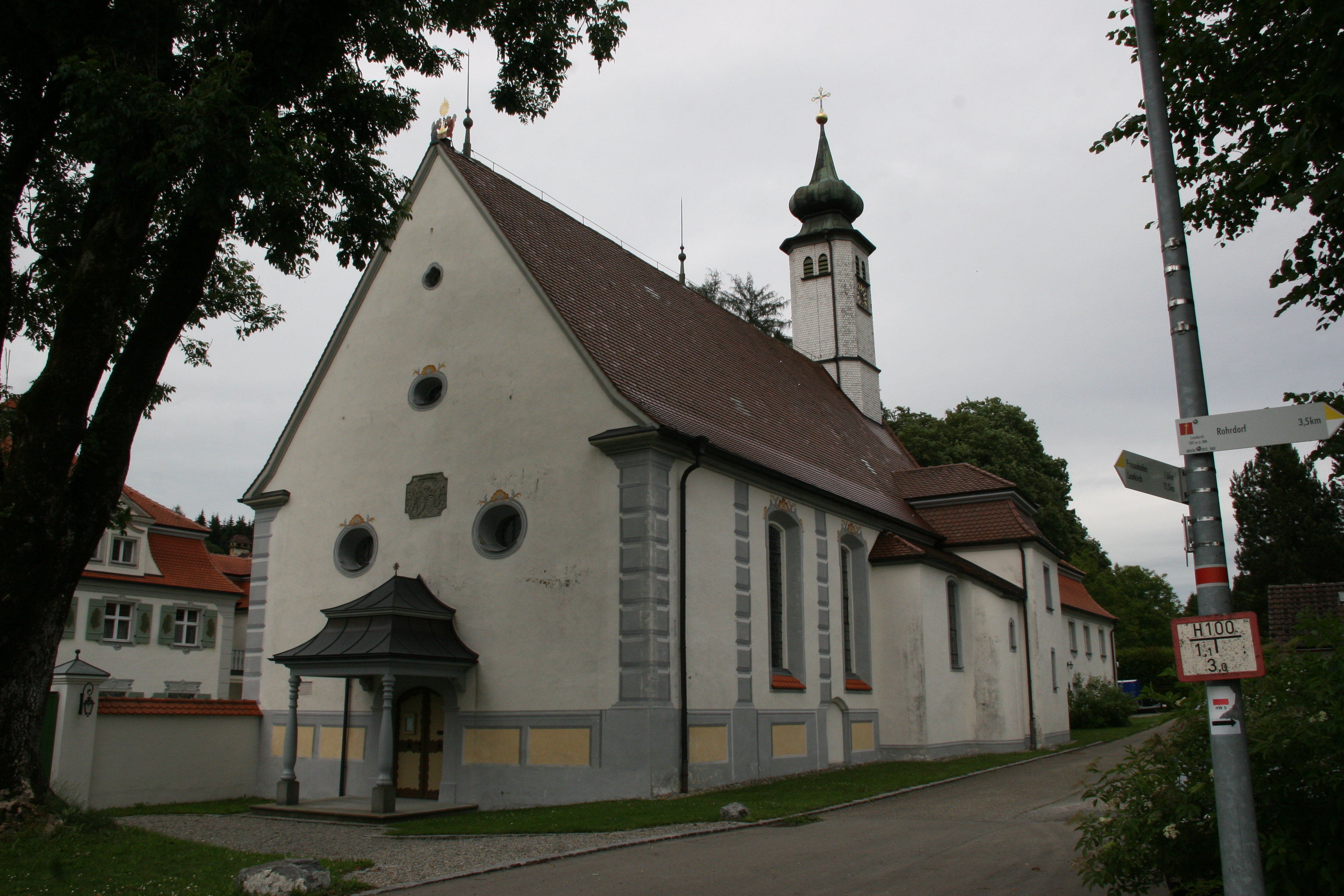
Leonhardskapelle in Rimpach

Bachschwemme, Badhaus, Bahnhof Friesenhofen, Boschen, Bottentann, Ellmeney, Sägmühle, Halden, Hitzenlinde, Kaltbronnen, Oberhofen, Rimpach, Rinnebühl, Speckenloch, Unteres Moos und Wald

## Sehenswürdigkeiten

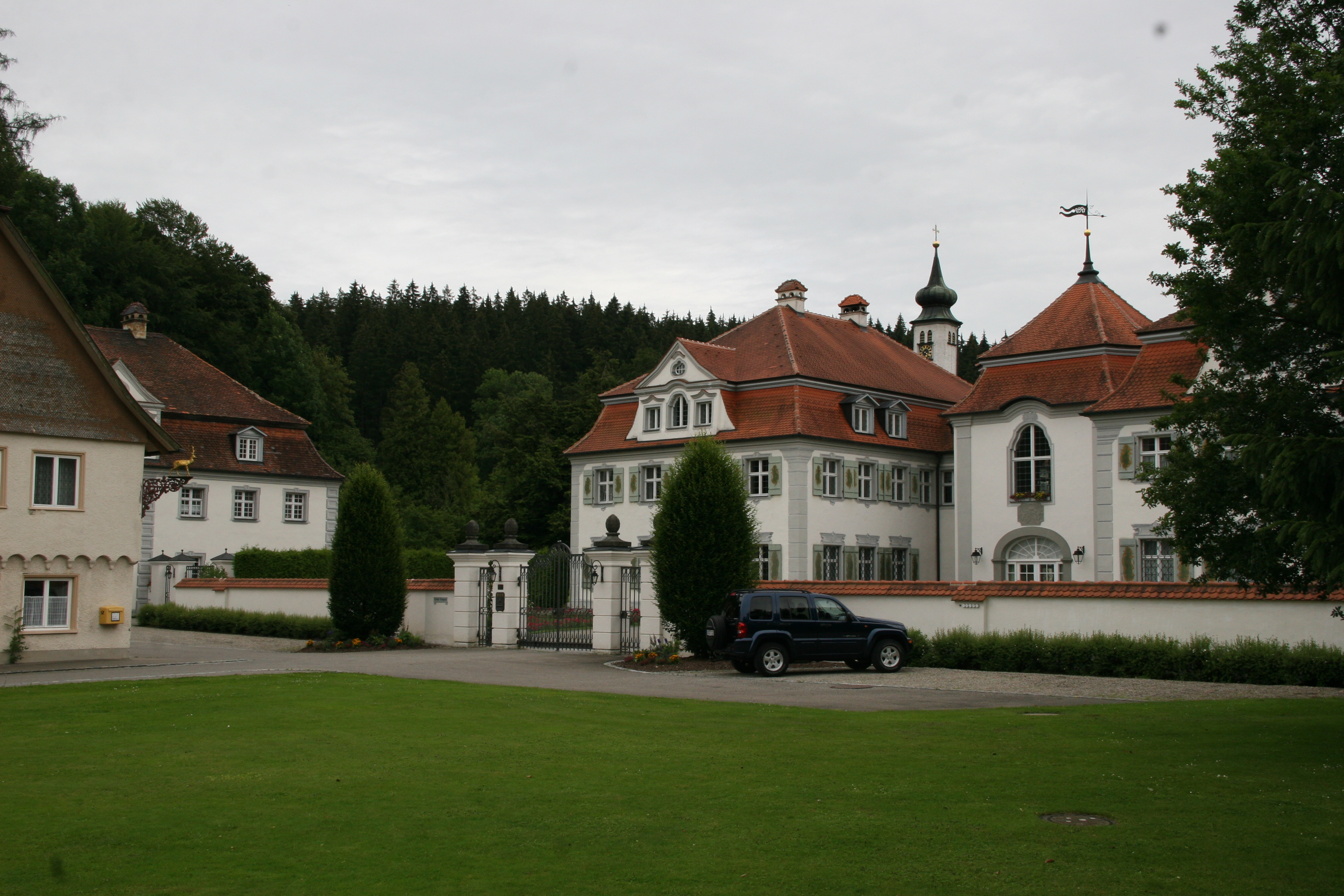
Schloss Rimpach

Siehe auch: Liste der Kulturdenkmale in Leutkirch im Allgäu#Friesenhofen
- Schloss Rimpach
- Die Kirche St. Petrus und Paulus entstammt einem Umbau aus dem Jahr 1660. Kanzel und Vortragekreuz sind Werke von Konrad Hegenauer auch Meister aus Friesenhofen genannt. Die kirchliche Gemeinde gehört zum Dekanat Allgäu-Oberschwaben in der Diözese Rottenburg-Stuttgart.

## Sohn des Ortes
- Konrad Kolb (1852–1918), Abt von Marienstatt